# 麦芽酚铁
麦芽酚铁是麦芽酚的铁盐，商品名为Accrufer和Feraccru，用于成年人低铁储量的治疗。
麦芽酚铁可能会产生一些副作用，如增加炎症性肠病发作、体内铁元素过多等，主要症状为gas、腹泻、便秘、粪便颜色变化、恶心、呕吐，以及腹部不适、腹胀和疼痛。